# Свояки (фильм)
«Свояки» — советский короткометражный фильм 1978 года (вышел в 1987 году), дебют режиссёра Виктора Аристова, по рассказу Василия Шукшина.

## Сюжет
По рассказу Василия Шукшина «Свояк Сергей Сергеевич».
В отпуск в деревню к сестре приезжает Соня с мужем. От радости сёстры не наговорятся, а их мужья — свояки Сергей и Андрей, впервые встретившись, общий язык найти не могут. Разные по характеру и жизни: Андрей — степенный деревенский житель, Сергей — из города, с трудным детством, оттянувший срок («Везли товар в лавку. Пытались украсть рулон материала. Попались»), теперь работающий на Севере. Сергей, как «успешный», с двумя классами образования зашибающий в два раза больше профессора, стоящий в очереди на «Жигули», высокомерно поучает Андрея жить, постоянно подтpунивает над ним — дескать, не умеет он деньги заработать, жить достойно, и своими размашистыми манерами задевает чувство человеческого достоинства людей, живущих не бедно, но вынужденных считать и рубль и копейку. Подаренный Андреем дорогой лодочный мотор становится причиной крупной ссоры свояков.

О чём он? в деревню к своему свояку Андрею приезжает в отпуск вместе с женой Сергей, на Севере заработал большие деньги и вот решил отдохнуть у свояка. Характер у Сергея Сергеевича сложный. Жизнь у Сергея сложилась непростая. Не может он жить спокойно, не может найти свое место на земле, порвав корни, связывающие его с этой родной землей.— исполнитель роли Сергея актёр Герман Орлов

## В ролях
- Герман Орлов — Сергей
- Анатолий Быстров — Андрей, деревенский житель
- Лидия Воронцова — Роза, жена Сергея
- Людмила Старицына — Соня, сестра Розы, деревенская жительница

## Съёмочная группа
- Автор сценария: Василий Шукшин
- Режиссёр: Виктор Аристов (1943-1994)
- Оператор: Юрий Воронцов
- Художник: Алексей Рудяков
- Художник по костюмам: Наталия Тореева
- Музыка: Аркадий Гагулашвили
- Звукооператор: Михаил Лазарев

## Съёмки
Съёмки проходили в деревне Рублёво Ленинградской области.

## О фильме
Снятый в 1978 году фильм выпущен на экран только в 1987 году, в ряде источников считается «полочным кино», но решений о запрете фильма и причинах не указывается. В одной из публикаций Михаил Кураев указывает, что фильм был запрещён заместителем председателя Госкино СССР Б. В. Павленком как не соответствующий «июльскому постановлению Пленума ЦК КПСС „О мерах по борьбе с пропагандой выпивки, курения табака и произнесения грубых слов вслух“», однако, такое постановление не известно, и антиалкогольная кампания в то время не велась, а как раз в год выпуска фильма — 1987-м кампания была в разгаре. При этом в другой своей публикации Михаил Кураев, описывая тот же приём у Б. В. Павленкого, уже рассказывает в других словах, и речь идёт не о запрете фильма, а о его невключении в киноальманах 1978 года «Завьяловские чудики».

## Критика
Специалистами по творчеству Шукшина фильм оценивается как неудачная экранизация, снижающая неоднозначность образов рассказа, искажающая, сводящая повествование к анекдоту:

Натуралистичность стилистической манеры Аристова проявляется уже в дебютном фильме «Свояки», что приводит к театральности картины, проявляющейся в наигранности актёрской манеры исполнения … В то время как Шукшин помимо внешних событий уделял значительное внимание внутреннему состоянию души героев, практически не передаваемому визуально, усиленное физическое выражение эмоций в фильме способствовало его переходу в разряд клоунады. Внутренняя трагедия героев рассказа превращается в трагедию внешнюю.